# Villa Martelli
Villa Martelli är en ort i Argentina.   Den ligger i provinsen Buenos Aires, i den centrala delen av landet, i huvudstaden Buenos Aires. Villa Martelli ligger 24 meter över havet och antalet invånare är 26 059.
Terrängen runt Villa Martelli är mycket platt. Runt Villa Martelli är det mycket tätbefolkat, med 10 000 invånare per kvadratkilometer.. Närmaste större samhälle är Buenos Aires, 13,9 km sydost om Villa Martelli. 
Runt Villa Martelli är det i huvudsak tätbebyggt.